# Formica demersa
Formica demersa är en myrart som beskrevs av Oswald Heer 1850. Formica demersa ingår i släktet Formica och familjen myror. Inga underarter finns listade i Catalogue of Life.